# Prova de Kolmogórov-Smirnov
A l'entorn d'estadística, la prova de  Kolmogórov-Smirnov  (també prova  KS) és una prova no paramètrica que s'utilitza per determinar la bondat d'ajust de dues distribucions de probabilitat entre si.
En el cas que vulguem verificar la normalitat d'una distribució, la prova de Lilliefors comporta algunes millores respecte a la de Kolmogórov-Smirnov, i, en general, les proves Shapiro-Wilk o Anderson-Darling són alternatives més potents.
Convé tenir en compte que la prova Kolmogórov-Smirnov és més sensible als valors propers a la mitjana que als extrems de la distribució. La prova d'Anderson-Darling proporciona igual sensibilitat amb valors extrems.

## Estadístic
La distribució de les dades  F    n   per  n  observacions  i  i   es defineix com:
{\displaystyle F_{n}(x)={1 \over n}\sum _{i=1}^{n}\left\{{\begin{matrix}1&\mathrm {si} \ y_{i}\leq x,\\0&\mathrm {alternativa} .\end{matrix}}\right.}
Per a dues cues l'estadístic ve donat per:
{\displaystyle D_{n}^{+}=\max(F_{n}(x)-F(x))\,}
{\displaystyle D_{n}^{-}=\max(F(x)-F_{n}(x))\,}
on  F  ( x ) és la distribució presentada com a hipòtesi.